# NGC 3291
NGC 3291 é uma estrela na direção da constelação de Leo Minor. O objeto foi descoberto pelo astrônomo Guillaume Bigourdan em 1885, usando um telescópio refrator com abertura de 12 polegadas. 